# Gilberte Roca
Pour les articles homonymes, voir Roca.
Gilberte Roca, née le 18 février 1911 à Cailhau et morte le 26 juillet 2004 à Nîmes, est une femme politique et résistante française.

## Biographie
Originaire d'une famille pauvre d'ouvriers agricoles, Gilberte Cau est la tante de Jean Cau.
Elle s'engage tôt dans la politique : elle adhère au PCF et à l'Union des jeunes filles de France en 1935. Elle habite à Capestang puis déménage à Nîmes. C'est alors qu'elle devient sténo-dactylo au sein de l'union départementale de la CGT du Gard, et qu'elle épouse Edmond Roca, une figure du communisme régional.
Lors de la Seconde Guerre mondiale, Gilberte s'engage dans la Résistance, tandis que son mari est fait prisonnier de 1940 à 1945. Elle est membre du comité départemental de Libération du Rhône.
À la fin de la guerre, elle est élue conseillère générale du canton de Nîmes-3. Aux élections constituantes de 1945, elle est élue députée à l'Assemblée nationale constituante sur la liste conduite par Gabriel Roucaute, devenant ainsi une des premières femmes députées en France ainsi que la première du Gard. Réélue jusqu'en 1956, elle est néanmoins battue aux élections de 1958. Enfin, elle est réélue en 1962, avec comme suppléant José Boyer, mais son élection est annulée par le Conseil Constitutionnel l'année suivante. Une élection partielle a lieu, à la faveur de Jean Poudevigne. Elle sera conseillère municipale de la ville de Nîmes de 1959 à 1977.
Retirée de la vie politique, elle décède le 26 juillet 2004 à Nîmes.

## Fonctions
- Députée (PCF) du Gard (1946-1958, 1962-1963)
- Conseillère générale du canton de Nîmes-3 (1945-1949)
- Conseillère municipale de Nîmes (1959-1977)